# Mine (Taylor Swift)
"Mine" je pjesma američke country pjevačice Taylor Swift. Objavljena je 4. kolovoza 2010. godine kao najavni singl za njen treći studijski album Speak Now. Pjesma je premijerno trebala biti predstavljena 16. kolovoza, no izdavačka kuća je potvrdila da se pjesma može od 4. kolovoza službeno skinuti na legalnim download servisima.

## O pjesmi
Pjesmu je napisala Swift, a producenti su Nathan Chapman i Swift. Swift je izjavila kako pjesme govori o njenom bježanju od ljubavi.

## Uspjeh pjesme
Nakon dva dana od radio premijere, "Mine" se plasirala na 26. poziciji ljestvice Billboard Hot Country Songs, te na 53. poziciji ljestvice Hot 100 Airplay. Pjesma je u prvom tjednu prodana u 297 000 primjeraka, tom prodajom se plasirala na 3. poziciji ljestvice Billboard Hot 100. Pjesma je također debitirala na ljestvicama Canadian Hot 100 i RIANZ Top 40 Singles Chart na 7. i 30. poziciji.

## Popis pjesama
| Digitalno preuzimanje 1. "Mine" - 3:51 Digitalno preuzimanje (OVI) 1. "Mine" (Pop Mix) - 3:49 | CD singl 1. "Mine" (UK Mix) - 3:51 2. "Mine" (US Mix) - 3:51 |

## Kritički osvrti
KILT-FM
To je muška/ženska pjesma, slična pjesmi "Love Story", no ima realno mišljenje prema ljubavnoj vezi. Pokazuje kako je Swift izrasla u dvije godine nakon objavljivanja svog albuma Fearless, ali još uvijek pokazuje sposobnost pričanja priče kroz pjesmu. U pjesmi je Swift djevojka koja je uvijek izbjegavala ljubav, ali sada se sama našla u ljubavnoj situaciji.

## Videospot
Spot za pjesmu je snimljen u Portland, Maine početkom srpnja pod redateljskom palicom Romana Whitea i uključuje scenu u kojoj se udaje, a njenog zaručnika glumi Toby Hemingway. 27. kolovoza 2010. godine spot je premijerno pokazan na CMT-u.

## Ljestvice
| Ljestvice (2010.)       | Najviša pozicija |
| ----------------------- | ---------------- |
| Australija              | 9                |
| Belgija (Flandrija)     | 48               |
| Belgija (Valonija)      | 75               |
| Europa                  | 83               |
| Irska                   | 38               |
| Kanada                  | 7                |
| Mađarska                | 18               |
| Novi Zeland             | 16               |
| Njemačka                | 59               |
| SAD (Billboard Hot 100) | 3                |
| SAD (Hot 100 Airplay)   | 18               |
| SAD (Hot Country Songs) | 15               |
| SAD (Pop Songs)         | 25               |
| Švedska                 | 48               |
| Ujedinjeno Kraljevstvo  | 30               |

| Država     | Certifikacija | Prodaja   |
| ---------- | ------------- | --------- |
| Australija | zlatna        | 15.000    |
| SAD        | —             | 1.109.000 |

## Povijest objavljivanja
| Država                 | Datum               | Format                |
| ---------------------- | ------------------- | --------------------- |
| SAD                    | 4. kolovoza 2010.   | Radio                 |
| Kanada                 | 4. kolovoza 2010.   | Digitalno preuzimanje |
| SAD                    | 4. kolovoza 2010.   | Digitalno preuzimanje |
| Australija             | 6. kolovoza 2010.   | Digitalno preuzimanje |
| Belgija                | 6. kolovoza 2010.   | Digitalno preuzimanje |
| Danska                 | 6. kolovoza 2010.   | Digitalno preuzimanje |
| Finska                 | 6. kolovoza 2010.   | Digitalno preuzimanje |
| Italija                | 6. kolovoza 2010.   | Digitalno preuzimanje |
| Novi Zeland            | 6. kolovoza 2010.   | Digitalno preuzimanje |
| Španjolska             | 6. kolovoza 2010.   | Digitalno preuzimanje |
| Švedska                | 6. kolovoza 2010.   | Digitalno preuzimanje |
| Švicarska              | 6. kolovoza 2010.   | Digitalno preuzimanje |
| Ujedinjeno Kraljevstvo | 11. listopada 2010. | CD singl              |
| Ujedinjeno Kraljevstvo | 17. listopada 2010. | Digitalno preuzimanje |
| Njemačka               | 17. listopada 2010. | Digitalno preuzimanje |
| 22. listopada 2010.    | CD singl            |                       |